# Рачківська сільська рада (Володарський район)
| Рачківська сільська рада — колишній орган місцевого самоврядування у Володарському районі Київської області з адміністративним центром у с. Рачки. Історична дата утворення: в 1923 році. Водоймища на території, підпорядкованій даній раді: річка Рось. Сільській раді були підпорядковані населені пункти: - с. Рачки - с. Ратуш |

## Склад ради
Рада складалась з 12 депутатів та голови.

### Керівний склад ради
| ПІБ                         | Основні відомості                                                                     | Дата обрання | Дата звільнення |
| --------------------------- | ------------------------------------------------------------------------------------- | ------------ | --------------- |
| Ящук Віра Володимирівна     | Сільський голова, 1958 року народження, освіта, член Соціалістичної партії України    | 26.03.2006   | 31.10.2010      |
| Швидун Галина Олександрівна | Сільський голова, 1984 року народження, освіта незакінчена вища, член Партії регіонів | 31.10.2010   |                 |

Примітка: таблиця складена за даними джерела